# Szäkyr Karsybajew
Szäkyr Karsybajew (ros. Шакир Карсыбаев, ur. 1 lipca 1913 w obwodzie akmolińskim, zm. 5 maja 1995) – radziecki i kazachski polityk, przewodniczący Rady Najwyższej Kazachskiej SRR (1955-1959).
1933 ukończył technikum pedagogiczne w Pietropawłowsku, 1933-1935 nauczyciel w szkole trustu "Kazzołoto", 1935-1936 sekretarz komitetu wykonawczego rady rejonowej w obwodzie karagandzkim, 1936-1937 w Armii Czerwonej, 1937-1939 sekretarz i zastępca przewodniczącego komitetu wykonawczego rady rejonowej w obwodzie północnokazachstańskim, 1939-1940 sekretarz Komitetu Wykonawczego Północnokazachstańskiej Rady Obwodowej. Od 1939 w WKP(b), 1940-1941 zastępca kierownika Wydziału Kadr Północnokazachstańskiego Komitetu Obwodowego Komunistycznej Partii (bolszewików) Kazachstanu, 1941-1944 I zastępca przewodniczącego Komitetu Wykonawczego Północnokazachstańskiej Rady Obwodowej, do marca 1944 sekretarz Północnokazachstańskiego Komitetu Obwodowego KP(b)K. Od marca 1944 do 1945 II sekretarz Komitetu Obwodowego KP(b)K w Kokczetawie, 1945-1948 słuchacz Wyższej Szkoły Partyjnej przy KC WKP(b), 1948-1951 II sekretarz Wschodniokazachstańskiego Komitetu Obwodowego KP(b)K. Od 1951 do grudnia 1956 I sekretarz Komitetu Obwodowego KP(b)K/KPK w Tałdy-Kurganie, od 28 marca 1955 do 27 marca 1959 przewodniczący Rady Najwyższej Kazachskiej SRR, od grudnia 1958 do listopada 1959 I sekretarz Komitetu Obwodowego KPK w Aktobe, później sekretarz Komitetu Wykonawczego Aktiubińskiej Rady Obwodowej. Odznaczony Orderem Czerwonego Sztandaru Pracy.